# Rosa García
Rosa Gisella García Rivas, född 21 maj 1964 i Lima, är en peruansk före detta volleybollspelare. Hon är (2022) tränare för Club de Regatas Lima.
Hon blev olympisk silvermedaljör i volleyboll vid sommarspelen 1988 i Seoul.

## Klubbar[1]
| År                  | Klubb                   |
| ------------------- | ----------------------- |
| 1984/1985           | Hyosung Corp            |
| 1986/87-1987/1988   | Club de Regatas Lima    |
| 1988/1989           | Società Sportiva Virtus |
| 1991/1992           | Alianza Lima            |
| 1992/1993           | AA Rio Forte            |
| 1992/1993-1993/1994 | Club Sporting Cristal   |
| 1993/1994-1995/1996 | BCN/Guarujá             |
| 1999/2000-2000/2001 | Deportivo Wanka         |
| 2001/2002           | Blue Life/Pinheiros     |
| 2003/2004-2004/2005 | Club de Regatas Lima    |